# Къща на улица „Кей Македония“ № 1
Къща на улица „Кей Македония“ № 1 (на македонска литературна норма: Поранешна куќа на „Охридско лето“) е къща в град Охрид, Северна Македония. Сградата е обявена за значимо културно наследство на Република Македония.

## Архитектура
Къщата е разположена в самото начало на охридската променада – улица „Кей Македония“ № 1 (Старо име „Кей Маршал Тито“), на ъгъла с булевард „Македонски просветители“. В сградата се е провеждал фестивалът Охридско лято.
Изградена е в началото на XX век в неокласически стил от неизвестни майстори. Къщата е свободностояща и се състои от сутерен, приземие, етаж и мансарда. От южната страна има двор, ограден от нисък парапетен каменен зид и ограда от ковано желязо. Сградата изобилства с неокласически и барокови елементи – конструктивните и декоративните стълбове на приземието и на първия етаж, оградите на терасите с керамични балюстради, тимпанонът над мансардния балкон. Най-красивата южна фасада има характерни ложи и балкони с балюстради, стълбове и пиластри с капители, профилирани венци и други декоративни елементи, характерни за класическия академизъм. Прозорците и вратите са симетрично и хармонично разпределени, разделени по оригинален начин на полета. Другите фасади са по-скромни и не са симетрични.
Градежът е масивен с носещи зидове. Сутеренът е от камък, а приземието, етажът и мансардата – от цяла тухла. Междуетажната и покривната конструкция са дървени.